# Calle de Santa Engracia (Segovia)
La calle de Santa Engracia es una vía pública de la ciudad española de Segovia.

## Descripción
La vía discurre desde la calle de Cervantes hasta la de Arturo Merino. Honra con el título a Engracia de Segovia, eremita y mártir natural del lugar, hermana de Frutos, patrón de la ciudad, y Valentín. Aparece descrita en Las calles de Segovia (1918) de Mariano Sáez y Romero con las siguientes palabras:

Santa Engracia.—Está comprendida entre las calles de Cervantes y del Padre Scio. Es sólo la calle una travesía para salir a la bajada de la Canaleja desde la calle de Cervantes, por el lado del antiguo convento del Carmen. Honra el nombre de la calle a la Santa hermana de San Frutos, nuestro patrón y de San Valentín, y cuya vida, reseñada queda en la de las calles de estos venerables varones. Hizo Santa Engracia vida eremita en las proximidades de Sepúlveda, fué decapitada por los moros cuando lo fué San Valentín; su cabeza se conserva con religiosa devoción en Caballar y los demás huesos de su cuerpo se encierran en la urna de plata del altar del trascoro de la Catedral, juntos con los de sus hermanos.
(Sáez y Romero, 1918, p. 173)